# Afterlight
Afterlight és una aplicació d'edició d'imatges disponible per a dispositius mòbils iOS i Android. La seva seu es troba a Califòrnia, i l'aplicació es va llançar oficialment el 2 de novembre de 2017; tot i que una setmana després del seu llançament ja era el número 1 a la App Store de iOS. Ja que de fet, actualment compta amb una comunitat de milions d'usuaris.
Afterlight és una aplicació per a l'edició d'imatges que proporciona una edició ràpida i directa a causa del seu disseny simple combinat amb eines potents i ràpides. L'ús de l'aplicació és gratuït per a Android i de pagament per a iOS, tot i així alguns dels seus serveis són de subscripció per a tots els dispositius. Aquests, es poden contractar a l'apartat de "Subscripcions", i es facturen per avançat de manera periòdica mitjançant un "Cicle de Facturació", els quals s'estableixen mensual o anualment segons el tipus de subscripció seleccionat prèviament des de l'App Store.

## Serveis
De la mateixa manera que amb altres aplicacions d'edició fotogràfica, Afterlight permet als usuaris editar una imatge de la galeria o una imatge realitzada en aquell mateix instant des de la càmera del mòbil. Un cop triada la fotografia que es vol editar, l'usuari pot triar entre diferents opcions d'edició.

### Eines d'ajustament
Afterlight compta amb 15 eines d'edició fotogràfica per tal de millorar les fotografies fàcilment.

### Filtres
L'aplicació compta amb un total de 59 filtres. Aquesta proporciona dos paquets de filtres originals totalment ajustables; el primer d'ells consta de 27 filtres, i el segon, que és més nou i rep el nom de "Seasons", està format per 18. A més, ofereix un tercer paquet de 14 filtres, tots ells creats per usuaris d'Instagram i també són totalment regulables.

### Textures
Afterlight inclou 66 textures, totes elles de pel·lícula rallada, i per tant, simplificades mitjançant una gama de fugues de llum real i natural creades amb pel·lícula de 35mm i pel·lícula instantània.

### Eines de tall i transformació
A partir de les 15 eines d'ajustament diferents comentades anteriorment, l'aplicació permet ajustar i tallar les fotografies mitjançant una eina de tall fàcil i ràpida d'utilitzar. També permeten transformar les imatges a través d'una eina giratòria i de les eines de volteig vertical, horitzontal i rectificadora.

### Marcs
Per acabar, Afterlight compta amb una selecció de 77 marcs simples i ajustables, els quals proporcionen uns marges i tots ells són compatibles amb Instagram. Des de l'última actualització, també compta amb un paquet de fons de pantalla molt variats.

### Publicació
Un cop finalitzada l'edició de la fotografia, de manera automàtica, Afterlight ofereix l'opció de guardar la imatge a la galeria del mòbil en diferents mides, o bé de publicar-la directament a la xarxa social que es desitgi.